# Tomas Melin
Tomas Birger Daniel Melin, född 14 september 1982 i Lidingö församling, Stockholms län, är en svensk politiker (miljöpartist). 
Melin var språkrör för Grön Ungdom Stockholm 2005–2007. Dessutom var han ledamot av Grön Ungdoms förbundsstyrelse 2002–2005, varav 2003–2005 som sammankallande, samt chefredaktör för Grön Ungdoms medlemstidning Nisse Hult 2007–2008. Under perioden 2008-2014 var Melin förbundssekreterare för Gröna Studenter och 2016-2021 politiskt sakkunnig i Regeringskansliet. Han har även varit politiskt engagerad i Region Stockholm (tidigare Stockholms läns landsting) och var 2010-2022 ledamot av regionfullmäktige. Han är idag förste vice ordförande i regionens kulturnämnd.
Melin var även med och grundade tidningen Epigon tillsammans med Carlos Rojas.